# 引航桥
31°31′40″N 120°20′44″E / 31.527801°N 120.34566°E

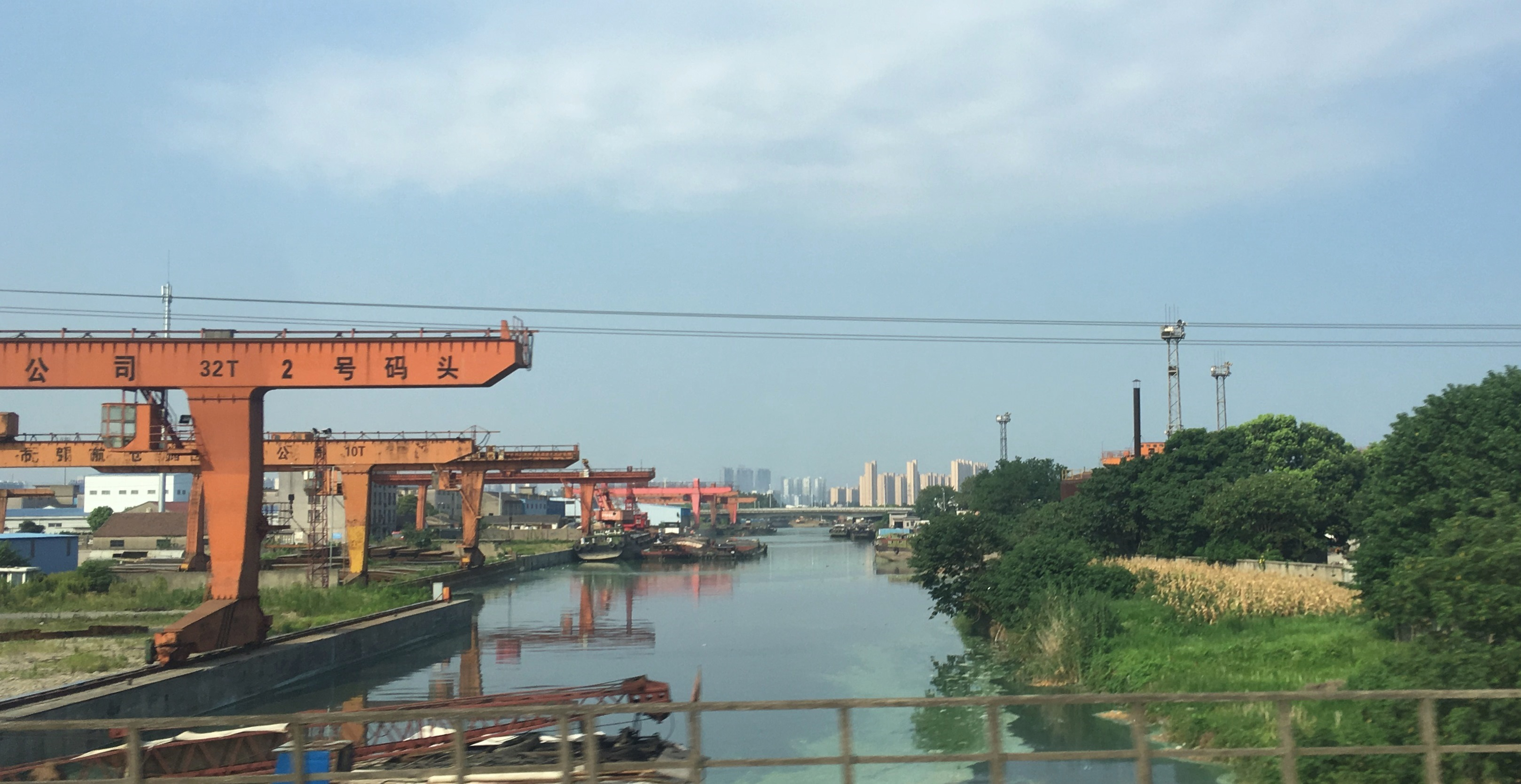
在引航桥上看到的杨湾里港

引航桥，是位于中华人民共和国江苏省无锡市新吴区城南路的一座大桥，为城南路跨京杭大运河东侧无锡储运有限公司一号码头的桥梁。

## 特点
原为城南路3号桥。1977年竣工。2000年2月，无锡市人民政府决定拆除老桥，在原位翻建新桥。无锡市政设计院设计、市政总公司负责施工，全桥88.1米、宽11米，为三跨简支梁桥。4月20日动工，6月30日通车，造价258万元人民币。